# Mischocyttarus varolii
Mischocyttarus varolii är en getingart som beskrevs av Zikan 1949. Mischocyttarus varolii ingår i släktet Mischocyttarus och familjen getingar. Inga underarter finns listade i Catalogue of Life.